# Zoran Mirković
Ne doit pas être confondu avec le joueur de futsal international français Zoran Markovic
Zoran Mirković (en serbe en écriture cyrillique : Зоран Мирковић), né le 21 septembre 1971 à Belgrade (Yougoslavie aujourd'hui en Serbie), est un footballeur et entraîneur serbe, qui évoluait au poste d'arrière droit. Il a évolué notamment au Partizan Belgrade, à l'Atalanta Bergame et a passé deux saisons à la Juventus de 1998 à 2000 et en équipe de Yougoslavie.
Mirković n'a marqué aucun but lors de ses cinquante-neuf sélections avec l'équipe de Yougoslavie entre 1995 et 2003. 
Il prend sa retraite en 2006 à l'âge de 35 ans. En 2007, il est brièvement directeur sportif de l'équipe de Serbie de football.

## Carrière
- 1989-1990 : Radnički Svilajnac
- 1990-1993 : Rad Belgrade
- 1993-1996 : Partizan Belgrade
- 1996-1998 : Atalanta Bergame
- 1998-2000 : Juventus
- 2000-2003 : Fenerbahçe SK
- 2004-2006 : Partizan Belgrade

## Palmarès

### En équipe nationale
- 59 sélections et 0 but avec l'équipe de Yougoslavie 1995 et 2003.

### Avec le Partizan de Belgrade
- Vainqueur du Championnat de Yougoslavie en 1994 et 1996.
- Vainqueur du Championnat de Serbie-et-Monténégro en 2005.
- Vainqueur de la Coupe de Yougoslavie en 1994.

### Avec le Fenerbahçe SK
- Vainqueur du Championnat de Turquie en 2001.